# Gluta malayana
Gluta malayana är en sumakväxtart som först beskrevs av Edred John Henry Corner, och fick sitt nu gällande namn av Ding Hou. Gluta malayana ingår i släktet Gluta och familjen sumakväxter. Inga underarter finns listade i Catalogue of Life.